# Казанский государственный цирк
Казанский цирк — учреждение культуры и искусства в центре Казани, расположенное на главной городской площади Тысячелетия напротив Казанского Кремля.
История цирка в Казани насчитывает более 100 лет. Первое здание цирка в городе было построено в 1890 году братьями Никитиными. Здание цирка находилось в парке Чёрное озеро. В 1950-е годы с гастролями приезжал Олег Попов.
Ранее на территории современного цирка завершался трамвайный маршрут № 9.
Являющееся одной из главных городских достопримечательностей и одним из крупнейших в мире в форме классической «летающей тарелки» инопланетян, необычное современное здание на 2312 зрителей было построено в 1967 году по уникальному проекту «Татгражданпроекта» (архитектор Г. М. Пичуев, инженеры О. И. Берим и Е. Ю. Брудный) и в своё время удивило известного архитектора Оскара Нимейера.
В проекте участвовали сотрудники Казанского физико-технического института. Экспертное заключение, что не имеющее внутренних опор-колонн здание цирка не обрушится, было дано известными казанскими учёными-механиками Х. М. Муштари, К. З. Галимовым и А. В. Саченковым. В 1971 году авторы проекта были удостоены Премии Совета Министров СССР, а позже здание было включено в число объектов республиканского культурного наследия.
Казанский государственный цирк работает под патронажем министерства культуры Республики Татарстан. В 1995 году при цирке был открыт музей. В 1996 года при цирке открыта Республиканская детская цирковая школа.